# Alberto Pelloux
Alberto Pelloux (Crema, 10 dicembre 1868 – Bordighera, 1948) è stato un mineralogista italiano.

## Biografia
Figlio maggiore del presidente del Consiglio e più volte ministro Luigi Pelloux, ha raggiunto il grado di tenente colonnello dell'esercito. È stato docente di mineralogia e litologia applicate all'Università di Genova e direttore del Museo di storia naturale Giacomo Doria.
Ha descritto nuove specie mineralogiche, contribuendo, in particolare, alla conoscenza dei giacimenti minerari della Libia, dell'Albania e della Sardegna. Fra le sue principali pubblicazioni, oltre a numerose note e memorie su periodici scientifici, si ricordano i contributi sulla descrizione geografica della Valle d'Aosta (Roma 1901) e dei minerali del Gran Paradiso (ed. CAI, Torino 1909) e del Vesuvio (ed. inglese di New York 1927).
Socio dell'Accademia dei Lincei, Pelloux è stato presidente della Società Geologica Italiana nel 1934. La sua ricca collezione mineralogica è conservata presso il Museo di scienze della terra dell'Università di Bari. A sua memoria è stato dato il nome di pellouxite ad un minerale ritrovato nelle Alpi Apuane.